# Spetsglans
Spetsglans kallas även ibland för svavelantimon, antimonglans, stibnit, antimonit eller gråspetsglans och är ett malmmineral med den kemiska formeln Sb2S3. Det är ett sulfidmineral som består av antimon (ca 72 %) och svavel. Mineralen förekommer i form av långa nålformade kristaller i en ortorombisk rymdgrupp. Det är den viktigaste källan till den metalloida antimonen. Namnet kommer från grekiskan στίβι stibi genom latinets stibium som det tidigare namnet för mineralet och grundämnet antimon.

## Struktur
Spetsglans har en struktur som liknar den för arseniktrisulfid, As2S3. Sb(III)-centra, som är pyramidformade och trekoordinerade, är sammanlänkade via böjda tvåkoordinatsulfidjoner. Vissa studier tyder dock på att de faktiska koordinationspolyedrarna av antimon är SbS7, med (3+4) koordination vid M1-stället och (5+2) vid M2-stället. Vissa av de sekundära bindningarna ger kohesion och är kopplade till packning. 

## Fysiska egenskaper
Smältpunkten för Sb2S3 är 823 K (550 °C). Den spaltas lätt av blygrått och smälter i en vanlig stearinljuslåga. Bandgapet är 1,88 eV vid rumstemperatur och det är en fotoledare. Spetsglans är grå till färgen när den är färsk, men kan bli ytligt svart på grund av oxidation i luft. 

## Förekomst
Spetsglans är den viktigaste antimonmalmen och finns spridd över hela världen, och bildar tillsammans med kvarts gångar i granit och gnejs. Den förekommer i hydrotermiska avlagringar och förknippas med realgar, orpiment, cinnober, galena, pyrit, markasit, arsenopyrit, cervantit, stibikonit, kalcit, ankerit, baryt och kalcedon. Stora förekomster finns i Lushi i Kina, i Bolivia och Mexiko. Världens största fyndighet av antimon, Xikuangshan-gruvan, ger högkvalitativa kristaller i paragenes med kalcit. Fyndigheter förekommer även i Kanada, Peru, Japan, Tyskland, Rumänien, Italien, Frankrike, England, Algeriet och Kalimantan, Borneo. I USA finns det i Arkansas, Idaho, Nevada, Kalifornien och Alaska. I Sverige har den dock bara påträffats ytterst sparsamt i Sala silvergruva.
Historiskt sett använde romarna spetsglans utvunnet i Dacia för att göra färglöst glas, vars tillverkning slutade när denna provins förlorades till det romerska imperiet.
I maj 2007, förevisades det största exemplaret (1000 pund) offentligt på American Museum of Natural History. De största dokumenterade enkristallerna av spetsglans mätte ca 60×5×5 cm och kommer från olika platser som Japan, Frankrike och Tyskland.

## Användning

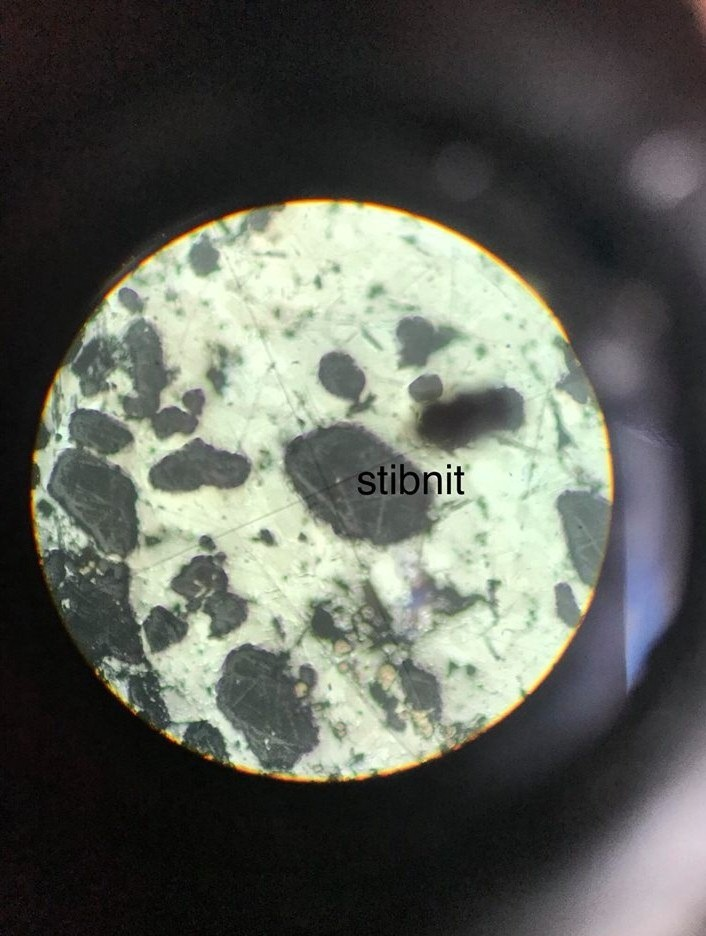
Mikroskopiskt snitt av spetsglans

Pastor av Sb2S3-pulver i fett eller i andra material har använts sedan åtminstone 3000 f.Kr. som ögonkosmetik i Medelhavsländerna och längre bort, i denna användning kallas Sb2S3-kol. Den användes för att göra ögonbrynen och fransarna mörkare eller för att rita en linje runt ögats omkrets.
Antimontrisulfid har användning i pyrotekniska kompositioner, som i glitter- och fontänblandningar. Nålliknande kristaller, "kinesiska nålar", används i glitterkompositioner och vita pyrotekniska stjärnor. Den "mörka pyro"-versionen används i blixtpulver för att öka deras känslighet och skärpa effekten. Den är också en del av moderna säkerhetständstickor. Den användes tidigare i blixtkompositioner, men dess användning övergavs på grund av toxicitet och känslighet för statisk elektricitet.
Spetsglans har använts åtminstone sedan det forntida Egypten protodynastiskt som medicin och kosmetika. Sunan Abi Dawood rapporterar, "profeten Muhammed sa: 'Bland de bästa typerna av collyrium är antimon (ithmid) för det rensar synen och får håret att spira."
Alkemisten Eirenaeus Philalethes på 1600-talet, även känd som George Starkey, beskriver spetsglans i sin alkemiska kommentar An Exposition upon Sir George Ripleys epistel. Starkey använde spetsglans som en föregångare till filosofiskt kvicksilver, som i sig var en hypotetisk föregångare till "de vises sten".

## Galleri

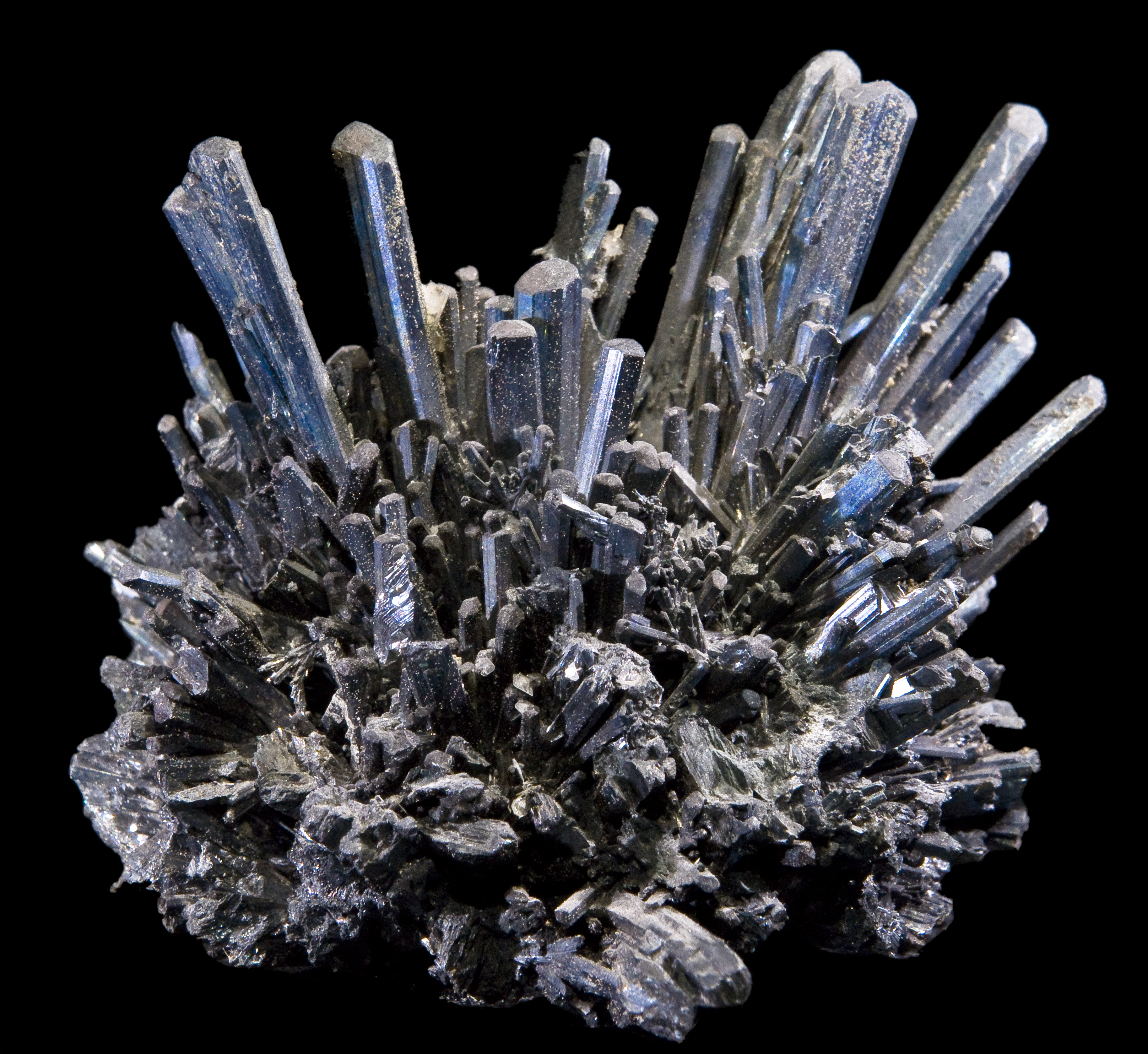
Stibnit från Herjagruvan, Romänien
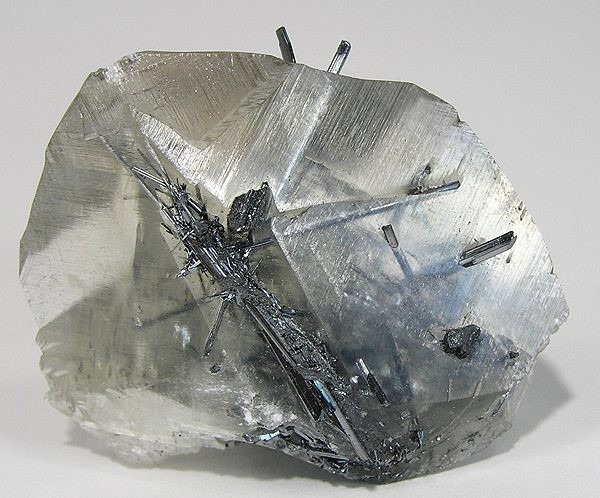
Nålar av stibnit inuti transparent kalcitkristall (storlek: 4,5×3,5×1,8 cm)
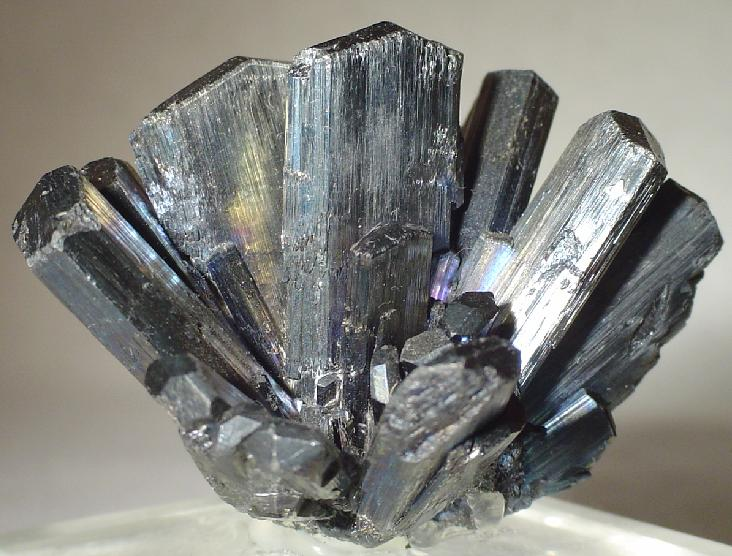
Strålar av vassa, strimmiga, iriserande metalliska stibnitblad
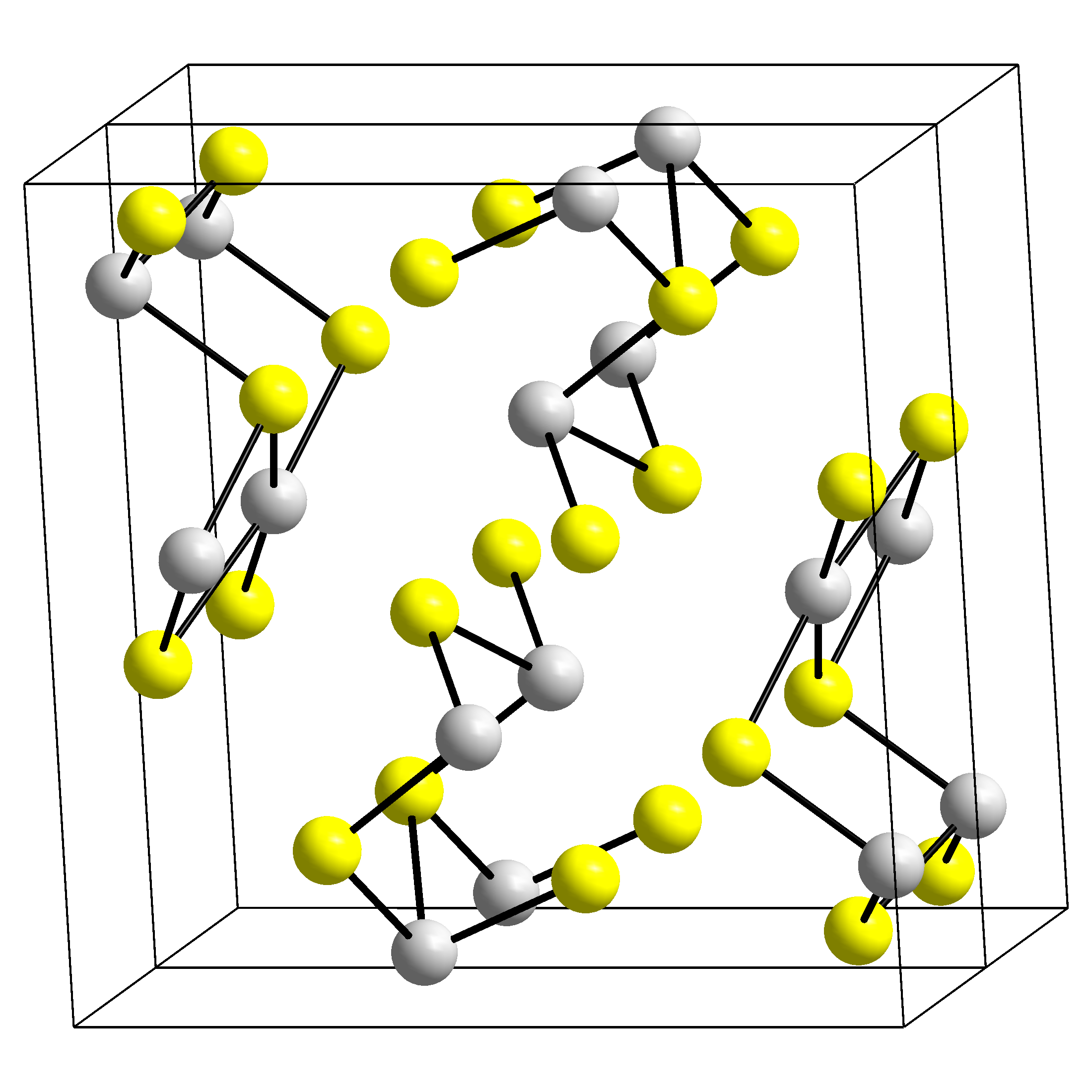
Struktur av stibnit
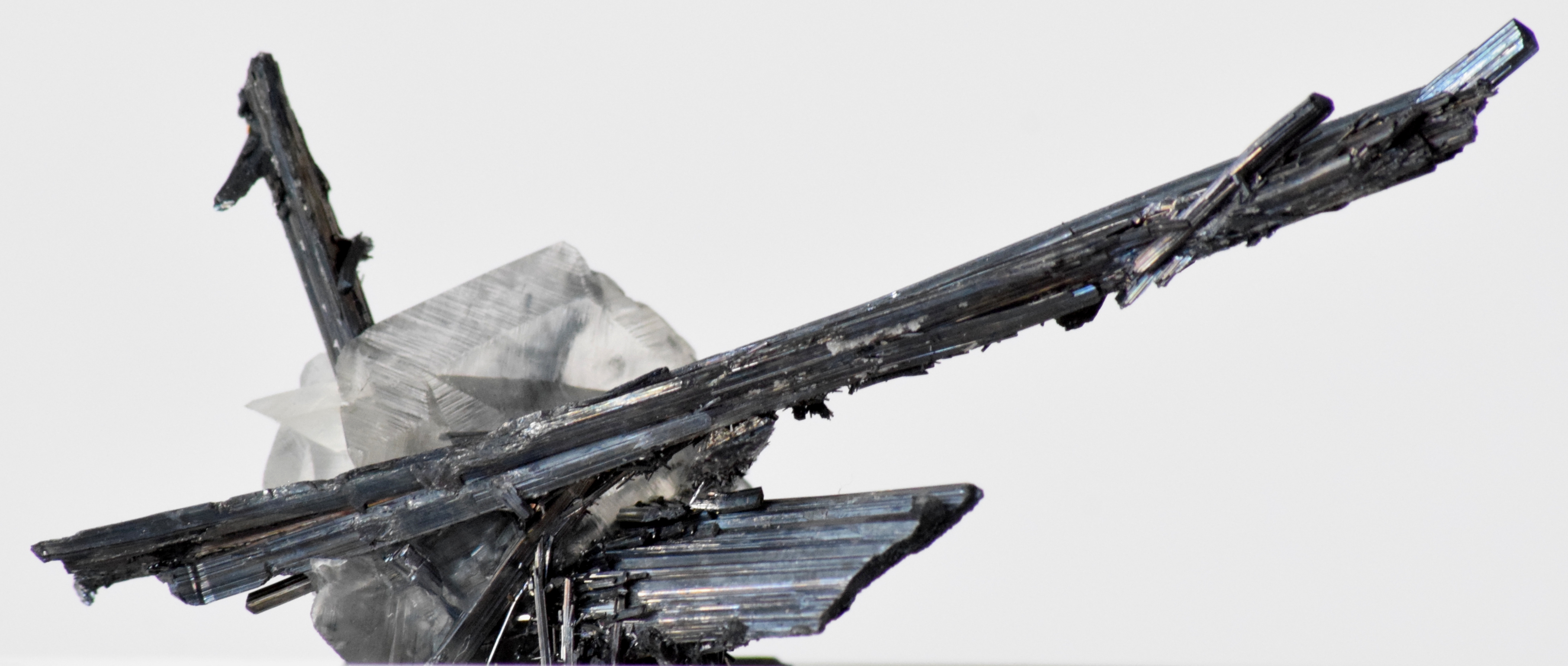
Antimonitkristaller (längsta kristallen: 7 cm) sammanväxt med kalcit (längd: 3 cm) från Xikuangshan Mine